# Pee-ka-boo
pee-ka-boo (ピーカーブー?) fue una banda de J-Rock cuyo líder fue Ryo Owatari. Fue la primera banda en la que participó el músico Owatari antes de entrar a la banda Do As Infinity, y es una de las principales razones por la que su nombre es algo conocido. La banda no fue para nada popular, más bien fue una banda de culto, y sólo lanzó algunos sencillos en el año 1998 antes de disolverse.
Sus trabajos discográficos ya no pueden encontrarse en ninguna tienda, por lo que varios fanáticos que conocieron a Ryo por su trabajo musical en Do As Infinity y posteriormente en Missile Innovation se les hace muy difícil encontrar material de esta banda.

## Discografía

### Sencillos
1. Kill Me (21 de enero de 1998)
2. Voice in blue (21 de mayo de 1998)
3. Glass no Taiyo (ガラスの太陽?) (23 de julio de 1998)
4. Over line 23 de septiembre de 1998)

- Datos: Q6070764